# Helioscirtus grandii
Helioscirtus grandii är en insektsart som beskrevs av Scott LaGreca 1957. Helioscirtus grandii ingår i släktet Helioscirtus och familjen gräshoppor. Inga underarter finns listade i Catalogue of Life.